# 江文遥
江文遥（474年—528年）是南北朝时期北魏的军人、政治家。为江悦之之子，济阳考城人。

## 生平
曾为夏侯道迁斩杀杨灵珍。历任步兵校尉、前军、咸阳太守、骁骑将军、辅国将军、征虏将军、平原太守、后将军、安州刺史。杜洛周、葛荣等相继叛逆，幽燕以南都被攻陷之时，唯有江文遥孤城独守。治理地方也获得成绩，受到百姓称赞。

## 家族
- 八世祖：江统
- 祖父：江范之
- 父：江悦之
- 子：江果、江昴